# Duo Guardabarranco
O grupo nicaragüense, Dúo Guardabarranco foi formado pelos irmãos Katia e Salvador Cardenal e transformou-se em uma das  referências mais importantes do nuevo canto centroamericano. 
Sua música é engajada e carregada de consciência social e ecológica do ser humano, representando fielmente seus ideais transmitidos em seu nome: "Guardabarranco" que é o pássaro Nacional da Nicaragua.

## Discografia
- Álbuns
  - Un Trago De Horizonte (1982, Nicaragua)
  - Si Buscabas (1984, California, EUA)
  - Dias De Amar (1990, Copenhague, Dinamarca)
  - Casa Abierta (1994, California, EUA)
  - Verdadero Pan (2003, Nicaragua)
  - Cancionero (2004)
  - Transparente Nicaragua (2007, MOKA Discos)

- Álbuns Ao Vivo
  - Una Noche Con Guardabarranco (2001, Nicaragua)

- Recopilaciones de Éxitos
  - Antología (1995, EUA)

## Referencias
- Página Oficial
- Centroamericanto
- Página Oficial de Katia Cardenal
- Página Oficial de Salvador Cardenal
- MySpace de Salvador Cardenal